# Alsodes
Genre
Synonymes
- Hammatodactylus Fitzinger, 1843
- Cacotus Günther, 1869 "1868"
- Telmalsodes Diaz, 1989

Alsodes est un genre d'amphibiens de la famille des Alsodidae.

## Répartition
Les 19 espèces de ce genre se rencontrent au Chili et en Argentine.

## Liste des espèces
Selon Amphibian Species of the World (16 février 2015) :
- Alsodes australis Formas, Úbeda, Cuevas & Nuñez, 1997
- Alsodes barrioi Veloso, Diaz, Iturra-Constant & Penna, 1981
- Alsodes cantillanensis Charrier, Correa-Quezada, Castro & Méndez-Torres, 2015
- Alsodes coppingeri (Günther, 1881)
- Alsodes gargola Gallardo, 1970
- Alsodes hugoi Cuevas & Formas, 2001
- Alsodes igneus Cuevas & Formas, 2005
- Alsodes kaweshkari Formas, Cuevas & Nuñez, 1998
- Alsodes montanus (Lataste, 1902)
- Alsodes monticola Bell, 1843
- Alsodes neuquensis Cei, 1976
- Alsodes nodosus (Duméril & Bibron, 1841)
- Alsodes norae Cuevas, 2008
- Alsodes pehuenche Cei, 1976
- Alsodes tumultuosus Veloso, Iturra-Constant & Galleguillos-G., 1979
- Alsodes valdiviensis Formas, Cuevas & Brieva, 2002
- Alsodes vanzolinii (Donoso-Barros, 1974)
- Alsodes verrucosus (Philippi, 1902)
- Alsodes vittatus (Philippi, 1902)

## Publication originale
- Bell, 1843 : The Zoology of the Voyage of H.M.S. Beagle Under the Command of Captain Fitzroy, R.N., during the Years 1832 to 1836, vol. 5, p. 1-51 (texte intégral).